# Kadavu (Provinz)
Kadavu Province ist eine der vierzehn fidschianischen Provinzen (yasana) und gehört zusammen mit Lau, Lomaiviti und Rotuma zur Eastern Division. Sie umfasst die Inseln der Kadavu-Gruppe. Kadavu gehört stammesmäßig zur Burebasaga Confederacy, einer Hierarchie von Häuptlingen (Ratu) des südlichen und westlichen Fidschi. Oberhaupt dieser Allianz ist der Roko Tui Dreketi von Rewa.

## Geographie

Karte der Provinzen Fidschis

Kadavu umfasst eine Fläche von 478 km², hatte 2017 10.897 Einwohner und ist damit im Bezug auf die Bevölkerung die viertkleinste Provinz.
Die Provinz umfasst die Inseln Kadavu, sowie Ono Island, Galoa Island, Dravuni Island, Matanuku Island, Buliya Island, Nagigia Island und einige weitere winzige Inselchen, die neun Distrikte (tikina) zugeteilt sind, welche jeweils ihren eigenen Häuptling und ein eigenes Häuptlingsdorf haben:
- Tavuki (Tavuki)
- Naceva (Soso)
- Nabukelevu (Daviqele)
- Nakasaleka (Lomanikoro)
- Sanima (Drue)
- Yale (Rakiraki)
- Yawe (Nalotu)
- Ono (Vabea)
- Ravitaki (Ravitaki)

Jeder Häuptling ist Mitglied des Kadavu Provincial Council. Insgesamt gibt es 75 Dörfer in der Provinz.
Es gibt keinen Hauptort, aber Vunisea befinden sich alle Regierungsinstitutionen, sowie eine Highschool (boarding school), eine Grundschule, die Polizeistation, das Krankenhaus, eine Flugzeuglandebahn und mindestens fünf Supermärkte.

## Kultur
Die tikinas haben fast alle einen eigenen Dialekt, wobei die sprachlichen Unterschiede nur gering sind. Insgesamt sind diese Dialekte nahe mit dem Dialekt von Rewa in Ono verwandt und stehen den Dialekten von Beqa, Serua und Vatulele sehr nahe.

## Natur
Zu Kadavu gehört auch das Great Astrolabe Reef an der Südseite der Insel, welches sich von Ono island bis zur Südspitze von Kadavu Island, Muanasika Point bei Nasau village erstreckt. Das Riff gilt als eines der größten zusammenhängenden Organismen der Erde. Die Enden des Riffs werden von zwei Leuchttürmen markiert: Solo Light House bei Ono Island und Washington Lighthouse bei Nagigia Island.

## Persönlichkeiten
- Akalaini Baravilala – „First Fijian woman“ in der World Rugby Women’s Sevens Series (IRB) und Mitglied im Women’s Sevens team der USA sowie Teilnehmerin für die USA bei den Olympischen Sommerspielen 2016 in Rio de Janeiro.
- Bulou Akanisi Koroitamana – Ehemalige Politikerin, Frau von Ratu Jone Koroitamana
- Akuila Yabaki – Menschenrechtsaktivist und Pastor der Methodistischen Kirche
- Alexander O’Connor – Politiker, MP
- Alexander Sauvolitanakadavu Soqosoqo – Sprinter, Schauspieler, Soldat
- Apaitia Seru – ehemaliger Attorney General of Fiji (Generalstaatsanwalt), Minister for Justice und Chief Magistrate
- Apakuki CokanaKadavu – Musiker-Songwriter
- Ana Naisoro – Sprecherin der Fiji Police Force
- Dee Uluirewa – Sänger von Hillsong Australia, (Schwester von Tim Uluirewa)
- Elenoa Sailosi – Sprinterin
- Epeli Nailatikau (* 1941) – Mediziner, Vater von Merewalesi Nailatikau
- Epeli Vakatawa – Fernseh-Persönlichkeit
- Emosi Mulevoro – World Rugby Sevens Series (IRB Sevens)
- Fenton Lutunatabua – Ehemalige Fernseh-Persönlichkeit Umweltschützer (Pacific Climate Warrior Coordinator)
- Reverend Inoke Nabulivou – Ehemaliger Präsident der Methodist Church in Fiji and Rotuma
- James Ah Koy – KBE, Geschäftsmann, Politiker, Diplomat
- James Bolabiu – (First Fijan and First Pacific Islander Referee) – Schiedsrichter für Rugby Sevens Matches
- Jesoni Vitusagavulu – Ehemaliger Botschafter in den Vereinigten Staaten, Kuba, Mexiko und High Commissioner in China
- Jerry Yanuyanutawa – 15’s Rugbyspieler in Großbritannien
- John O’Connor – CEO der Fiji Rugby Union und früher CEO der National Fire Authority
- John Seru („Vulcan“) – Schauspieler und Australischer Wrestler
- Ratu Jone Koroitamana CEO CAAFI, AFL
- Josefa Lilidamu – Rugbyspieler (Japan)
- Kaliopate Tavola (* 1946) – ehemaliger Minister for Foreign Affairs (200-2006) Landwirt, Diplomat und Politiker
- Konisi Yabaki  – ehemaliger Politiker
- Lenora Qereqeretabua – (First daughter and mother to be crowned Miss Hibiscus), TV-Personality, Hibiscus Queen
- Leone Lesianawai – Schauspieler (First Fijian to act in a TV series: Adventures of the Seaspray) Fiji’s most famous policeman with the Fijian „bui ni ga“
- Leone Nakarawa (* 1988) – Rugbyspieler: (First Fijian & First Pacific Islander to win the „European Player of the Year“ Award & Anthony Foley Trophy, 2018.) Goldmedaillengewinner bei den Olympischen Spielen 2016 („Offloader King“)
- Litia Daveta („Esther King“) – Gospelsängerin
- Lynda Tabuya – Politikerin, ehemalige Miss Hiscus
- Manoa Masi – (First Fijian Dentist), Kadavu Choir
- Manu Korovulavula – (First father and son in Fiji and the Pacific to fight together in a war.) Politiker und Beamter. Kriegsveteran der Japanischen Invasion der Malaiischen Halbinsel (Malayan Campaign), Schriftsteller, Komponist, Sänger
- Merewalesi Nailatikau – (First Fijian and first Melanesian woman to win the South Pacific Pageant), Sylff fellowship-Stipendiatin, UNICEF-Botschafterin für die Pacific Island Countries. Miss Hibiscus Queen.
- Mosese Tikoitoga – Botschafter, Kommandant der RFMF
- Mosese Sorovi – Boxer
- Niko Verekauta – Läufer
- Nina Nawalowalo – (First female Melanesian theatre director in the world). Tochter von Ratu Noa Nawalowalo
- Ratu Noa Nawalowalo – Rechtsanwalt (First Fijian-born barrister to graduate from Victoria University of Wellington)
- Rachel Ah Koy – Schwimmerin, Enkelin von James Ah Koy
- Ratu Josateki Nawalowalo – Häuptling, Geschäftsmann und Vorsitzender des Kadavu Provincial Council
- Ratu Veremalua Vugakoto – Mitglied der Flying Fijians (15’s, 2019)
- Richard Tanumi – Musiker, Schauspieler
- Rob Valetini – Rugbyspieler, Mitglied der Wallabies (2019)
- Roy Ravana (1993–2014) – Leichtathlet
- Ratu Seci Nawalowalo – Member of Parliament
- Ratu Sela Nanovo – Senator
- Sitiveni Ratuva – Professor im Department of Sociology and Anthropology, Direktor des MacMillan Brown Centre for Pacific Studies an der University of Canterbury, New Zealand.
- Tim Uluirewa – Pastor, Liederdichter
- Sera Tikotikovatu – Schauspielerin, Miss Hibiscus Queen.
- Sevu Reece – Rugbyspieler, Mitglied der All Blacks (2019, Super Rugby 2019 Top try scorer)
- Sireli Naqelevuki – Rugbyspieler: Stormers, Super Rugby.
- Solomoni Mara – Botschafter in den USA, vorher UK
- Terio Tamani – Rugbyspieler
- Vilisoni Rarasea – Sportler, Bruder von Elenoa Sailosi
- Vilimoni Vaganalau Labailagi – Butler für mehrere Governor Generals, PM’s und Präsidenten.
- Waisea Vatuwaqa – Musiker
- Ratu Majia Bainivalu – Turaga na Vunisalevu na Tui Naceva, Mitglied des Boselevu Vakaturaga